# Peter de Waal (voetballer, 1973)
Peter de Waal (22 oktober 1973) is een Nederlands voetballer. Hij stond onder contract bij Haarlem en FC Zwolle.

## Statistieken
| Seizoen | Club      | Land      | Competitie     | Wed. | Goals |
| ------- | --------- | --------- | -------------- | ---- | ----- |
| 1992/93 | Haarlem   | Nederland | Eerste divisie | 7    | 0     |
| 1993/94 | Haarlem   | Nederland | Eerste divisie | 20   | 1     |
| 1994/95 | Haarlem   | Nederland | Eerste divisie | 23   | 0     |
| 1996/97 | FC Zwolle | Nederland | Eerste divisie | 17   | 0     |
| Totaal  | Totaal    | Totaal    | Totaal         | 67   | 1     |